# ジョンジョリーナ・アリー
ジョンジョリーナ・アリー（Jonjolena Allie, 1988年8月27日 - ）は、日本で活動していた歌手。

## 概要
2008年、ビクターエンタテインメントからリリースされたシングル「鼻毛ボー」でデビュー。
アーティストネームは、アンジェリーナ・ジョリーをもじったものである。公式（設定上）のプロフィールでは、アルメィニヤ共和国出身、父はスティールパン奏者のヴェンジョリーナで母親は日本人、神保町の古書街でスカウトされたのをきっかけにデビューしたとしている。ジョンジョリーナのファンは「ジョンジャー」と呼ばれ、彼女自身もブログでその呼び名を用いている。
2009年に2ndシングルをリリースしてからは表立った活動がなく、ブログも同年10月の記事投稿を最後に更新されていない。

## ディスコグラフィー

### シングル
1. 鼻毛ボー／ASHIKUSAI（2008年9月24日）
2. サラサラサマー・アリアリアリィー 〜港のヨーコ・ヨコハマ・ヨコスカ〜（2009年4月22日） - カネボウ化粧品「ALLIE」CMソング

### アルバム
1. レット・イット・ボー（2008年12月17日）